# Фелицын, Евгений Дмитриевич
Евге́ний Дми́триевич Фели́цын (Литературный псевдоним: Ф—ъ, Евгений; 5 [17] марта 1848; Ставрополь, Российская империя — 11 [24] декабря 1903; Екатеринодар, Российская империя) — русский учёный историк, кавказовед и кубановед, археолог, этнограф, картограф, библиограф, статистик, биограф, геолог, минералог, энтомолог; общественный деятель; войсковой старшина Кубанского казачьего войска; участник Кавказской и Русско-турецкой (1877—1878) войн.
Фелицын являлся: почётным членом — Общества любителей изучения Кубанской области, Ставропольского губернского и Кубанского областного статистических комитетов; действительным членом — Императорского Московского археологического общества, Императорского общества любителей естествознания, антропологии и этнографии, Императорского Одесского общества истории и древностей и Кавказского отдела Императорского русского географического общества; членом-сотрудником — Императорского Русского археологического общества в Санкт-Петербурге и Общества любителей древней письменности.
Одной из характерных черт Фелицына на научном поприще являлось то, что он начал самостоятельно учиться не по научной литературе, а «на лоне природы, в условиях живого действительного мира».
Ныне имя Е. Д. Фелицына носит основанный им в 1879 году Краснодарский государственный историко-археологический музей-заповедник.

## Биография

### Происхождение
Евгений Фелицын родился 5 марта 1848 года на Ставрополье в семье обер-офицера. Православного вероисповедания. В 1864 году окончил Ставропольскую губернскую гимназию.

### Военная служба
13 апреля 1864 года поступил на военную службу унтер-офицером в 74-й Ставропольский пехотный полк, который вёл в то время боевые действия на Западном Кавказе. В составе того полка в том же году принял участие в ряде экспедиций против горцев. После окончания Кавказской войны Фелицын в декабре того же 1864 года вышел в отставку «без именования воинским званием», но в декабре 1867 года вновь вступил в службу и был определён в 76-й Кубанский пехотный полк. В июле 1869 года был командирован в Тифлисское пехотное юнкерское училище для прохождения там курса. 2 июня 1871 года был переименован в портупей-юнкеры. По окончании курса по 1-му разряду Фелицын 20 октября 1872 года был произведён в первый офицерский чин прапорщика. В 1875 году по собственному желанию был переведён в Екатеринодарский конный полк Кубанского казачьего войска с переименованием в хорунжие, и в том же году был прикомандирован к штабу Кубанского казачьего войска.
Во время Русско-турецкой войны 1877—1878 годов Фелицын исполнял должность старшего адъютанта Баталпашинского военного отдела, но вскоре был прикомандирован к сводному Хопёрско-Кубанскому казачьему полку и составе так называемого Марухского отряда под командованием генерал-лейтенанта П. Д. Бабыча участвовал в походе против турецких войск на Сухум. За проявленное усердие по обеспечению движения отряда Фелицын 30 ноября 1879 года был произведён в сотники. По окончании в 1878 году войны с Турцией Фелицын вновь был причислен к штабу Кубанского казачьего войска старшим адъютантом.
В 1884 году Фелицын был награждён чином есаула, а в 1887 переведён в 1-й Екатеринодарский конный полк и назначен командиром сотни того полка. В следующем 1888 году вступил в должность правителя канцелярии начальника Кубанской области и наказного атамана Кубанского казачьего войска. В 1892 году был командирован в Тифлис, где 29 декабря назначен исполняющим должность председателя Кавказской археографической комиссии. 26 февраля 1896 года был награждён чином войскового старшины.

### Научная и общественная деятельности
Ещё в юном возрасте во время экскурсий и прогулок Фелицын любил собирать различные растения, минералы, ископаемые и принимался за их изучение.
Находясь на военной службе, Фелицын практически весь свой досуг посвящал изучению различных отраслей естествознания. Общий круг его интересов был достаточно широк. Он собирал и изучал материалы по палеонтологии, ботанике, минералогии, геологии и др. У архивариусов запрашивал архивные материалы для изучения истории Кубани, колонизации Закубанья, а также демографии и этнографии горских племён Северного Кавказа. Его интересовали прошлое Кавказа и его народов, а также история покорения Кавказа Россией. Кроме того, Фелицын собирал биографические сведения о видных военных деятелях на Кавказе, а также сведения о частных случаях героических подвигов как русских воинов, так и горцев, при этом лично посещая те места, где происходили интересовавшие его события.
Свою литературную деятельность Фелицын начал в 1873 году публикацией статей в газете «Кубанские областные ведомости». В дальнейшем, кроме «Кубанских ведомостей», его исследования публиковались в таких периодических изданиях как: «Тифлисские ведомости», «Кавказ», «Известия Общества любителей естествознания, антропологии и этнографии», «Кубань», «Известия Кавказского отдела русского географического общества», «Кубанский сборник», «Известия Общества любителей изучения Кубанской области», а также в сборниках и других изданиях, таких как: «Памятная книжка Кубанской области», «Записки Одесского общества любителей истории и древностей», «Сборник сведений о Кавказе», «Труды Московского археологического общества», «Материалы по археологии Кавказа, собранные экспедицией Московского археологического общества» и «Материалы по археологии России».
В 1879 году Фелицын был назначен первым секретарём вновь открытого Кубанского областного статистического комитета, а также редактировал его издания, повысив их информационную содержательность. С 15 июня 1879 по 23 сентября 1892 год он был редактором неофициальной части газеты «Кубанские областные ведомости», которая была полностью им преобразована. С 1875 по 1891 год также редактировал и издавал «Памятные книжки Кубанской области». Что касается последних, то по мнению Ф. А. Щербины, «по своей полноте и разнообразию материалов этот труд может быть отнесён к числу лучших изданий этого рода в России». При нём была полностью реорганизована типография. Фелицын лично разъезжал по большим городам для повышения квалификации в отрасли печати и для покупки новейших машин и шрифтов.
Издал два тома «Кавказского сборника» и семь «Памятных и справочных книжек Кубанской области». Кроме того, Фелицын является автором ряда отдельных изданий. По просьбе сотрудников статистического комитета В. А. Щербины и А. С. Собриевского Фелицыным был издан «Библиографический указатель литературы о Кубанском казачьем войске и Черноморской губернии», который являлся первым и единственным дореволюционным капитальным трудом по библиографии Кубанской области. Находясь на должности председателя Кавказской археографической комиссии в Тифлисе, Фелицын редактировал и подготовил к изданию 12-й том «Актов, собранных Кавказской археографической комиссией».
В сентябре 1878 года на Фелицына был возложен сбор средств по Кубанской области на возведение памятника Лермонтову в Пятигорске. Фелицын опубликовал обращение в газете «Кубанские областные ведомости»
Желающие почтить память нашего славного поэта посильным приношением на сооружение ему памятника могут присылать свои пожертвования или в редакцию «Кубанских областных ведомостей» или же на моё имя в Екатеринодар, или же на имя комитета, в канцелярию Начальника Терской области, в г. Владикавказе.— Кубанские областные ведомости. — 1880, 14 июня
Собранные средства Фелицын направил в комитет. Открытие памятника М. Ю. Лермонтову (первого в России) состоялось 16 августа 1889 года.
Любимым предметом исследований Фелицына была археология. В 1878―1879 годах он совершил ряд археологических экспедиций по Кубанской области, в Баталпашинский и Майкопский отделы. Провёл много раскопок курганов. Занимался исследованием дольменов или, так называемых, «богатырских хат». Исследовал и описал более 700 мегалитических гробниц. Наиболее ценные находки Фелицын отправлял в Кавказский музей в Тифлисе, Российский исторический музей в Москве и Эрмитаж в Санкт-Петербурге. В последний в частности были переданы найденные предметы IV века до н. э. из серебра, золота и бронзы.

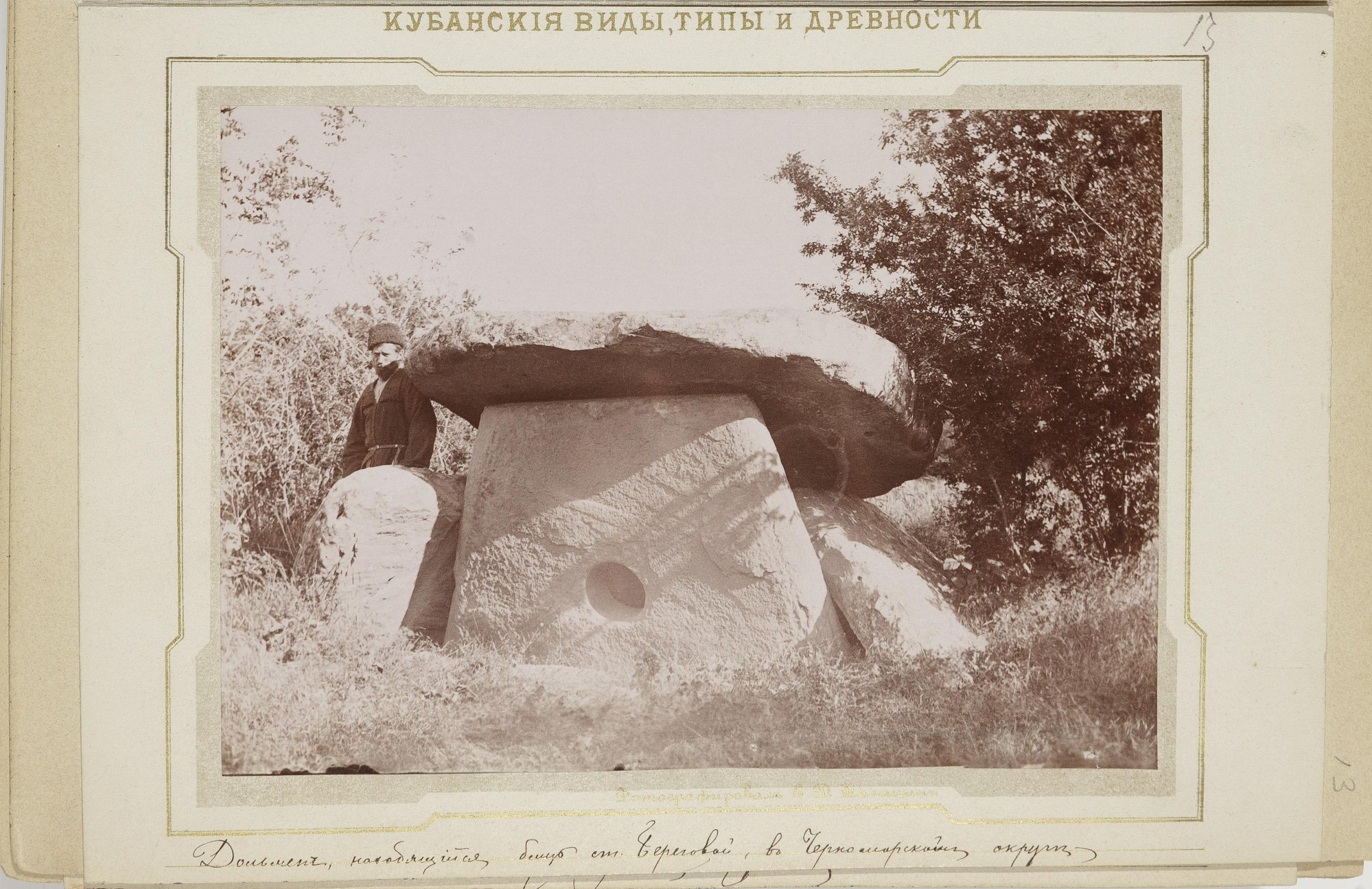
Черноморский округ, станица Береговая. Дольмен. Фото Фелицына Е. Д. 1879~1880 гг.

Ещё в 1878 году в Москве Фелицын организовал особый отдел Кубанской области для выставки Императорского общества любителей естествознания, антропологии и этнографии, на которой им были представлены собранные им экспонаты. Организационный комитет выставки был сильно впечатлён богатством предоставленного материала, который составил ⅓ всей выставки, и за проделанные труды присудил Фелицыну награду — золотой председательский жетон. Впоследствии Фелицын был избран членом комитета выставок данного общества. В 1879 году он совместно с членом Московского археологического общества В. Л. Бернштамом исследовал курганы и городища близ Екатеринодара. В связи с подготовкой предстоящего в 1881 году с 8 по 21 сентября V Археологического съезда в Тифлисе, провёл раскопки, находившегося вверх по течению р. Кубани, Меотского городища. На тот съезд Фелицын был командирован в качестве представителя от Кубанского областного статистического комитета.
В 1882 году Московское археологическое общество поручило Фелицыну собрать сведения о древних изваяниях, носивших название Каменные бабы (или «Половецкие бабы»). Объездив значительное пространство степи, Фелицын с помощью своих помощников-энтузиастов успешно выполнил данное поручение, предоставив максимально сведений о малоизученных до того времени тех каменных статуй. На основе общих исследований Фелицын составил в 20-вёрстном масштабе археологическую карту Кубанской области, которая была издана в 1882 году Московским археологическим обществом.
Фелицын активно занимался общественной деятельностью, имевшей официальное или полуофициальное отношение к его службе. Ещё будучи портупей-юнкером он в Майкопе зачитал речь о голодающих самарцах, после чего в пользу последних была собрана некоторая сумма денег. С 1879 по 1888 годы исполнял обязанности секретаря правления Екатеринодарского женского благотворительного общества. В 1882 году он состоял членом комиссии по выбору направления для прокладывания новороссийской ветви Владикавказской железной дороги.
Осенью 1884 года Фелицын был командирован в Одессу для ознакомления с результатами энтомологического съезда. В 1885 году вместе с вице-губернатором Кубанской области он туда же в Одессу был командирован на съезд вице-губернаторов Южной России по обсуждению методов борьбы с вредными насекомыми. В том же году был назначен членом комиссии по пересмотру законоположений о переселенцах в Кубанскую область и по устройству их быта. В 1886 году в качестве члена-делопроизводителя по истреблению саранчи в Кубанской области принимал участие в проходившем в Одессе съезде по обсуждению мер для борьбы с вредными насекомыми.
Фелицын также занимался сельскохозяйственными и экономическими вопросами Кубанской области и в целом казачества. Занимался исследованием различных отраслей народного хозяйства. Кроме официальных отчётов им были напечатаны работы по хлебопашеству, рыболовству, коневодству, садоводству и виноградарству. С 1890 по 1892 годы контролировал типографии, литографии, фотографии, библиотеки и книжную торговлю в Кубанской области и Черноморском округе.
Также Фелицын профессионально занимался фотографией. Производил фотосъёмки объектов, имеющих историческую ценность и природные места «выдающиеся по красоте или величественности видов».
Некоторое время Фелицын увлекался музыкой. Учился играть на некоторых музыкальных инструментах, как правило уединённо «чтобы другие не слышали». Написал и напечатал несколько музыкальных пьес и маршей.

### Личная жизнь
В 1880 году Фелицын был зачислен в казачье сословие Кубанского казачьего войска и приписан к станице Северской. В благодарность за благоустройство ж/д станции станицы Северской, общество станицы в 1891 году выделило Фелицыну близ той станицы в постоянное пользование участок земли. Последний развёл на нём своё хозяйство, но, испытывая крайние финансовые затруднения, вынужден был продать свою усадьбу для погашения долгов, навсегда покончив с делами по хозяйству. В дальнейшем ввиду профессиональной деятельности переселился в Екатеринодар.
Семьёй Фелицын не обзавёлся, и по словам его друга Ф. А. Щербины, «впоследствии эта попытка обзавестись своим гнездом вызывала у одинокого Евгения Дмитриевича лишь грустные и тяжёлые воспоминания». По мнению Щербины, виной тому главным образом служили непрактичность и неумение Фелицыным распоряжаться деньгами.

### Болезнь и смерть

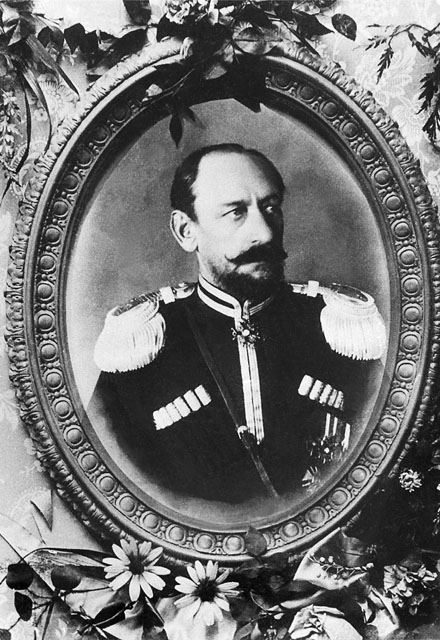
Евгений Дмитриевич Фелицын

В последние годы своей жизни Фелицын, проживая в Екатеринодаре, вёл уединённый образ жизни. Занимался подготовкой к печати ещё неизданных работ и приведением в порядок собранных архивных материалов. Вскоре он стал испытывать явные признаки нервного истощения и умственного переутомления, при этом не соглашаясь оставить своей работы. Для поправки пошатнувшегося здоровья Фелицын конце лета 1903 года отправился в Геленджик. Однако эта поездка не принесла пользы и вскоре он вернулся в Екатеринодар, где был помещён в кубанскую войсковую больницу. В ней же он скончался от энцефалита в 11 часов вечера 11 декабря 1903 года.
12 декабря в Воскресенской церкви, на территории Екатеринодарской крепости, состоялась панихида. В сопровождении двух сотен Екатеринодарского полка и полкового оркестра Фелицын был похоронен на войсковом кладбище — в офицерской его части (кладбище и могила не сохранились). Высочайшем приказом по военному ведомству был исключён из списков умершим 15 января 1904 года.
Архивариус И. И. Кияшко просил передать все собранные Фелицыным материалы, оставшиеся у него в доме, в Кубанский войсковой архив под именем «Материалов, собранных войсковым старшиной Фелицыным». Данное предложение было поддержано многими должностными лицами, однако архив Фелицына, предположительно, был разобран различными ведомствами и отдельными лицами.

## Отзывы современников о Евгение Фелицыне
Современники называли Фелицына «ходячей энциклопедией Кавказа», «живой летописью». Также отзывались о нём как о «труженике, который вдали от главнейших центров науки единоначальным трудом, при ничтожных средствах накопил необходимый материал для создания священного здания науки».
В поездках Фелицын, кроме фотографического аппарата, всегда имел при себе кинжал, шашку, револьвер и возил с собой ружьё, однако, как отмечал Ф. А. Щербина

…я ни разу не был свидетелем фактического проявления воинственных наклонностей Евгения Дмитриевича, он ни разу не покушался на жизнь диких животных, которые попадались нам.— Ф. А. Щербина, «Собрание сочинений» 
Но в то же время Фелицын при, как он выражался, ― «возмутительно безобразных» нарушений спокойного течения жизни бывал крайне резок в выражениях к своему оппоненту. При этом по словам Ф. А. Щербины

…Евгений Дмитриевич никогда и никого пальцем не тронул и не обидел; напротив, сам он был настоящим ребёнком в этом отношении, и его мог всякий обидеть, провести, обобрать и залезть в карман.— Ф. А. Щербина, «Собрание сочинений» 
Кроме того, по словам Щербины, «характеру Фелицына вообще был присущ меткий и безобидный юмор».
По словам B. C. Шамрая, Фелицын отличался «незлобливым характером и мягкостью в обращении». Быстро забывал причинённую ему обиду, при этом уже на следующий день мог оказать своему «обидчику» какую-нибудь услугу или помощь.

## Награды
- Крест «За службу на Кавказе»[27]
- медаль «За покорение Западного Кавказа»[27]
- тёмно-бронзовая медаль медаль «В память русско-турецкой войны 1877—1878»[27]
- орден Святого Владимира 4-й степени с бантом[27]
- золотой председательский жетон ОЛЕАЭ[29]
- золотые запонки с бриллиантами (1888)[39]
- орден Святого Станислава 3-й степени (1880)[11]
- орден Святой Анны 3-й степени (1888)[11]
- орден Святого Станислава 2-й степени (1894)[11]

## Труды Е. Д. Фелицына

### Топографические карты

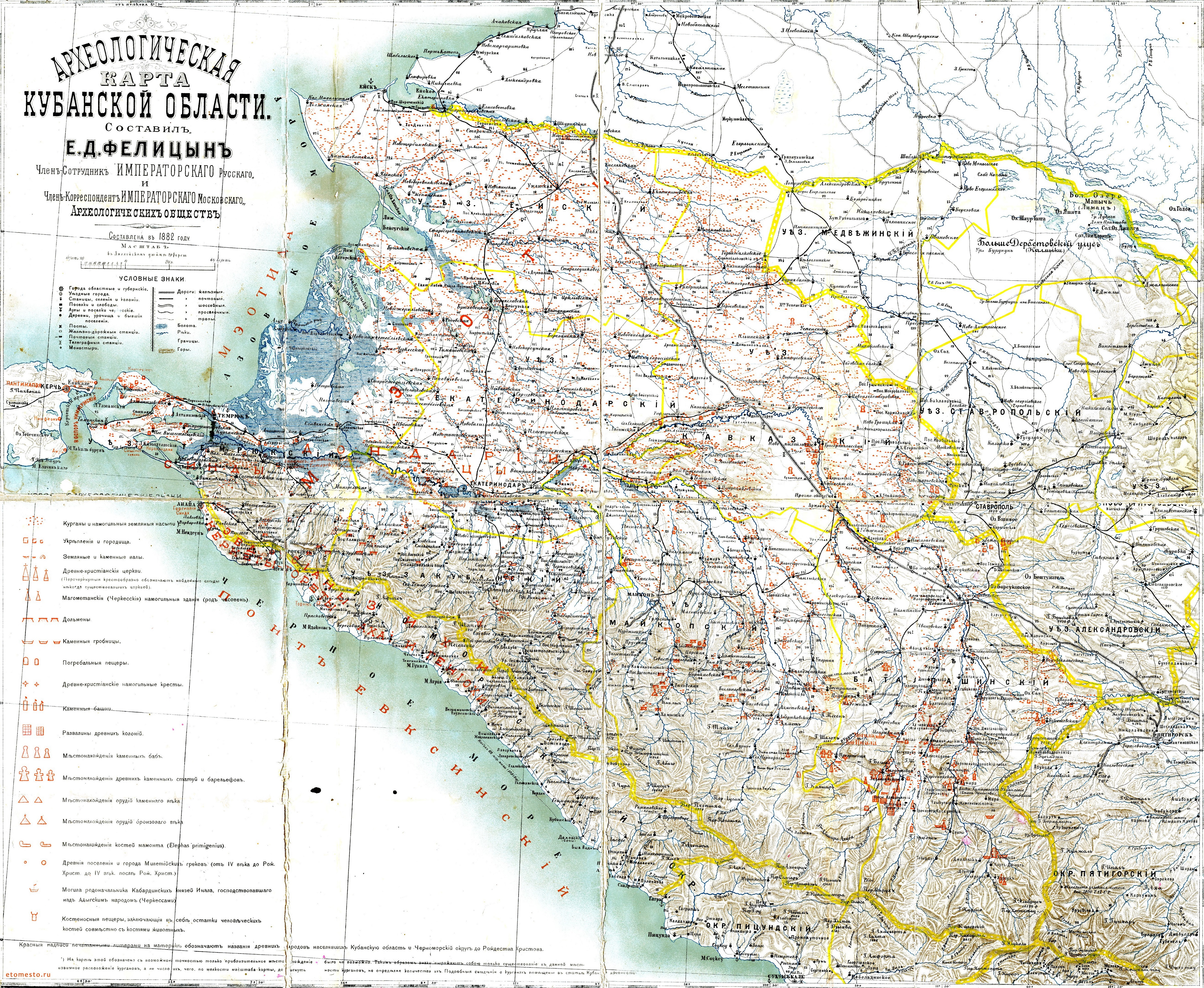
Археологическая карта Кубанской области 1882 года.
Карта Кубанской области, составленная по сведениям 1882 года.
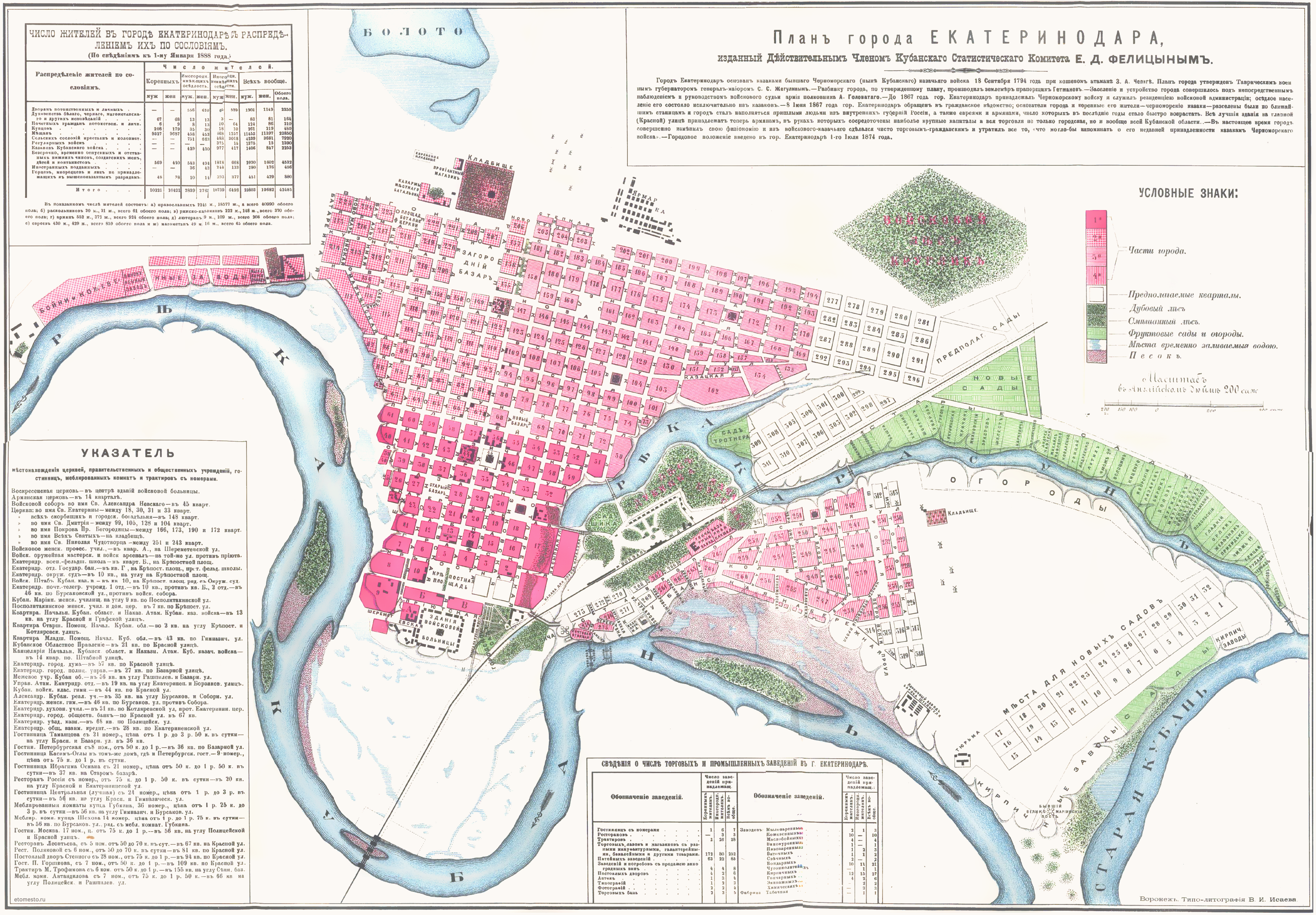
План города Екатеринодара 1888 года.
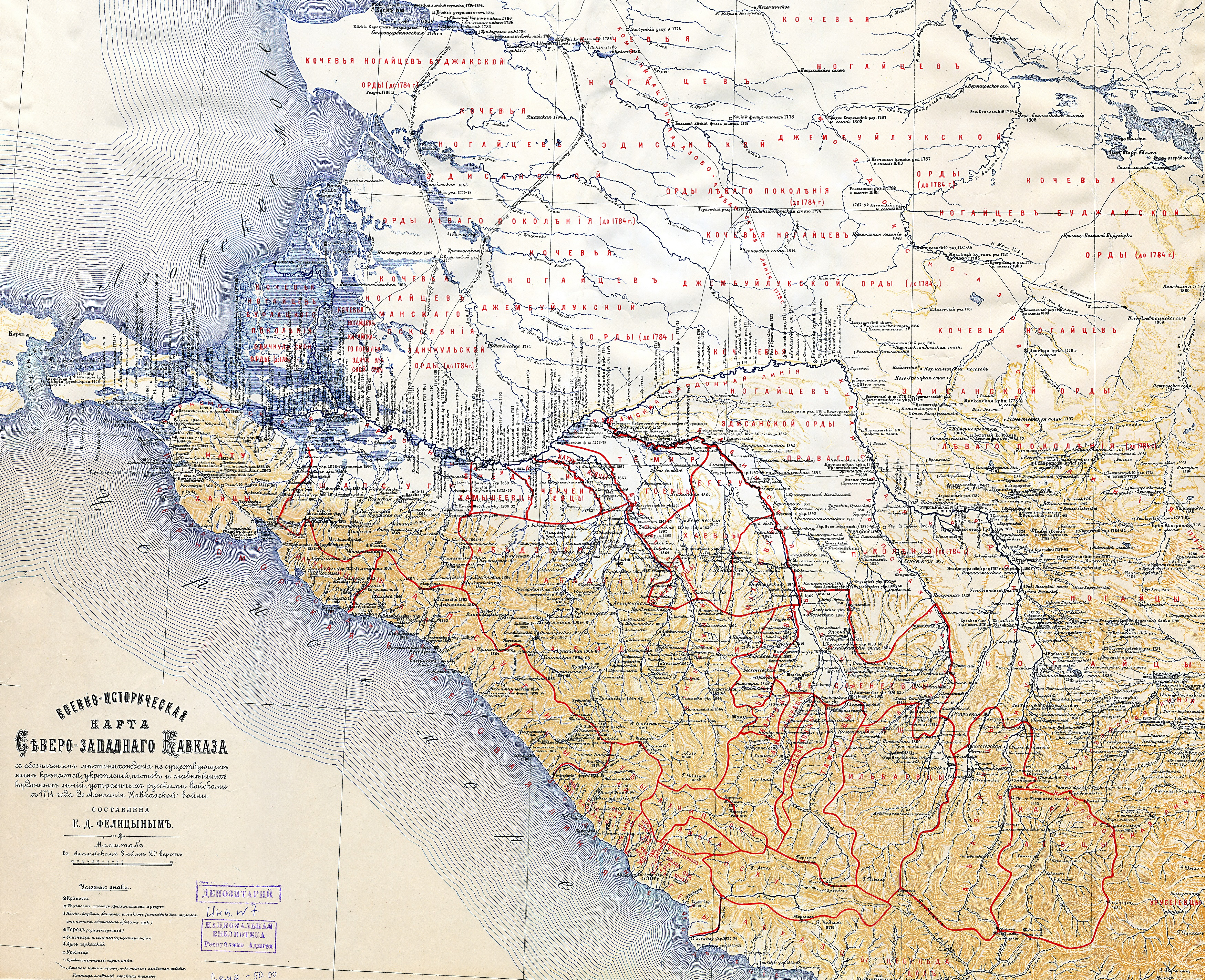
Военно-историческая карта Северо-западного Кавказа с обозначением укреплений местонахождения не существующих ныне крепостей, укреплений, постов и главнейших кордонных линий, устроенных русскими войсками с 1774 года до окончания Кавказской войны.
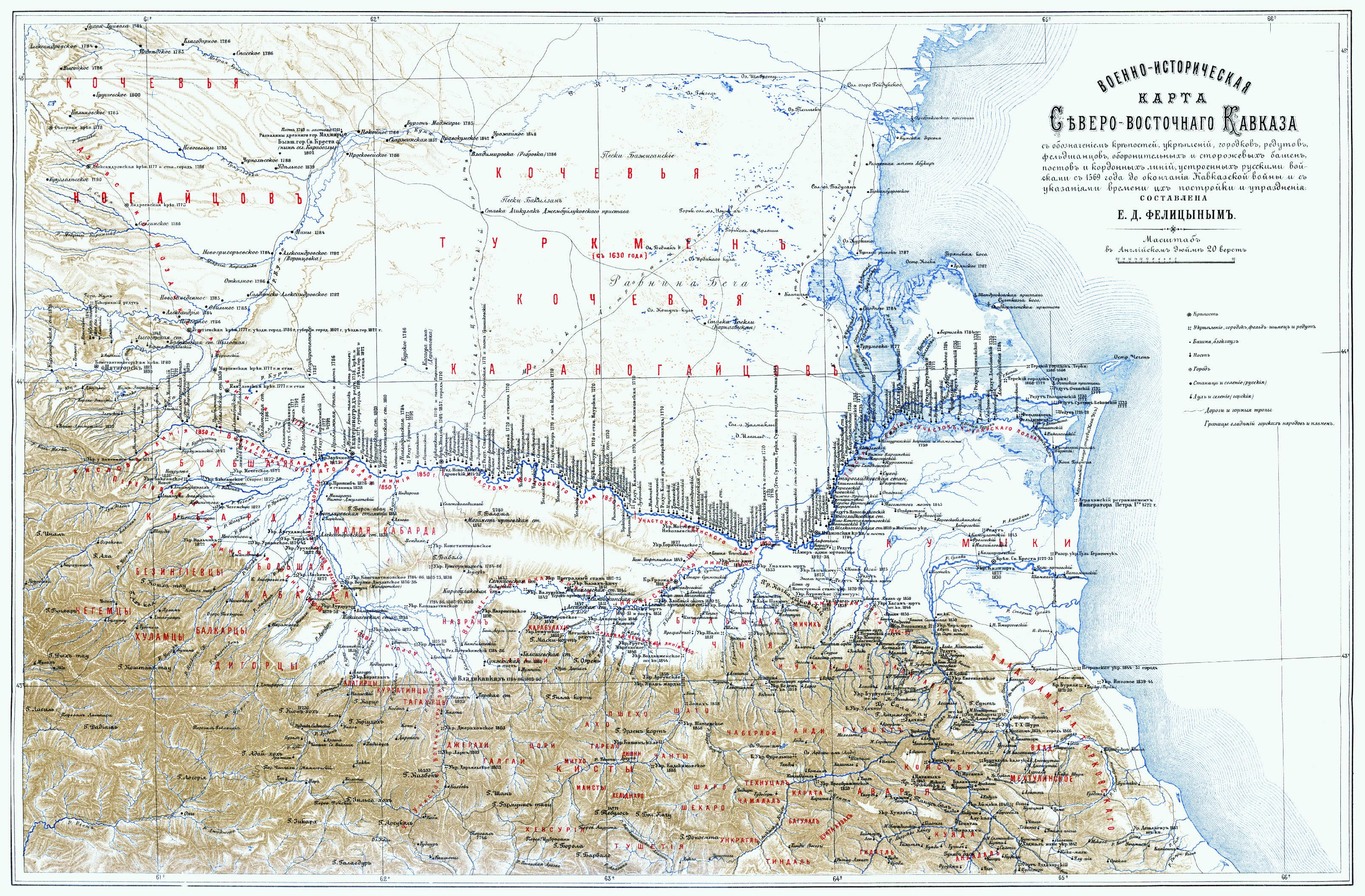
Военно-историческая карта Северо-восточного Кавказа с обозначением укреплений, городков, редутов, фельдшанцов, оборонительных и сторожевых башен, постов и кордонных линий, устроенных русскими войсками с 1569 года до окончания Кавказской войны и с указаниями времени их постройки и упразднения.

### Музыкальные произведения
- «Шутка» (полька)
- «Ласточка» (полька) ― Посвящена Софье Васильевне Лысенко.
- «Кубанская мазурка»
- «Кубанский войсковой марш» (марш) ― К 100-летнему юбилею всемилостивейшего пожалования Черноморскому (Кубанскому) войску Высочайшей грамоты о даровании земли на Кубани 30 июня 1792 года.
- «Привет с берегов Кубани» (вальс) ― Посвящён Евдокии Борисовне Шереметевой.
- «Вдохновение» (вальс) ― Посвящён А. П. Соколовскому.

## Память
- 2 ноября 1990 года по решению крайисполкома имя Е. Д. Фелицына было присвоено Краснодарскому государственному историко-археологическому музею-заповеднику[4]. В центральном холле музея установлен бронзовый бюст Е. Д. Фелицыну.
- В Краснодарском государственном историко-археологическом музей-заповеднике им. Фелицына проводится региональная научная конференция, названная — «Фелицынские чтения»[40]